# Черцето
Черцето је насеље у Италији у округу Козенца, региону Калабрија.
Према процени из 2011. у насељу је живело 655 становника. Насеље се налази на надморској висини од 450 м.

## Становништво
Према резултатима пописа становништва 2011. у општини је живело 1.328 становника.
| 1951. | 1961. | 1971. | 1981. | 1991. | 2001. | 2011. |
| ----- | ----- | ----- | ----- | ----- | ----- | ----- |
| 2.895 | 2.441 | 1.944 | 2.418 | 2.245 | 1.467 | 1.328 |